# Gare de Montaigu
Gare de Montaigu – stacja kolejowa w Montaigu, w departamencie Wandea, w regionie Kraj Loary, we Francji.
Jest stacją Société nationale des chemins de fer français (SNCF), obsługiwaą przez pociągi TER Pays de la Loire.